# Joshua Prete
Pour les articles homonymes, voir Prete.
Joshua Prete (né le 17 août 1991 à Atherton) est un coureur cycliste australien. Il a notamment remporté le Tour de Hokkaido en 2014. 

## Palmarès et résultats

### Palmarès par année
- 2012[1]
  - 1re étape du Czech Cycling Tour (contre-la-montre par équipes)
- 2013
  - 3e du Tour de Hokkaido
- 2014
  - Classement général du Tour de Hokkaido
- 2015
  - 4e étape de la New Zealand Cycle Classic

### Classements mondiaux
| Année            | 2013 | 2014 | 2015 |
| ---------------- | ---- | ---- | ---- |
| UCI Asia Tour    | 160e | 84e  |      |
| UCI Oceania Tour |      |      | 38e  |